# NGC 1916
NGC 1916 är en klotformig stjärnhop i Stora magellanska molnet i stjärnbilden Svärdfisken. Den upptäcktes år 1834 av John Herschel.